# Davis Station
Davis Station är en permanent bas i Antarktis som sköts av Australian Antarctic Division (AAD). Forskningsstationen ligger vid Cooperationhavet i Princess Elizabeth Land (Ingrid Christensen Coast) i det isfria området i Antarktis kallat Vestfold Hills.
Terrängen runt Davis Station är platt. Havet är nära Davis Station åt nordväst. Trakten är obefolkad. Det finns inga samhällen i närheten. 